# 2016 في العراق
فيما يلي قائمة بأحداث العراق في سنة 2016.

## شاغلو المناصب
- الرئيس: فؤاد معصوم
- رئيس الوزراء: حيدر العبادي

## أحداث

### يناير
- 11 يناير – مقتل حوالي 14 شخص في هجوم بسيارة مفخخة وأحزمة ناسفة على مركز الجوهرة التجاري في العاصمة بغداد، وتنظيم الدولة الإسلامية يتبنى العملية.[1] وفي نفس اليوم قُتل حوالي 23 شخصا على الأقل وأصيب 50 آخرون بانفجارين متعاقبين استهدفا مقهى في بلدة المقدادية في محافظة ديالى.[2]

### أبريل
- 30 أبريل – بعد أشهر من الاعتصام، أنصار الزعيم الشيعي مقتدى الصدر يقتحمون مبنى البرلمان العراقي داخل المنطقة الخضراء وبغداد تعلن حالة الطوارئ.[3]

### يوليو
- 3 يوليو – تفجيرات الكرادة هي مجموعة انفجارات وقعت صبيحة يوم الأحد 3 يوليو 2016 في عدة مناطق من بغداد كان أبرزها انفجار الكرادة الشرقية، وأسفرت عن مقتل أكثر من 324 شخصا[4] وجرح 250 آخرين.[5]

### أكتوبر
- 16 أكتوبر – سوزان السليماني أول فتاة عراقية تشارك في مسابقة ملكة جمال الأرض لتمثيل العراق في المسابقة الدولية.[6]